# Samarinești
Samarineşti é uma comuna romena localizada no distrito de Gorj, na região de Oltênia. A comuna possui uma área de 32.48 km² e sua população era de 1873 habitantes segundo o censo de 2007.